# روجر إي. كيرك
روجر إي. كيرك (بالإنجليزية: Roger E. Kirk)‏ هو عالم نفس أمريكي، ولد في 1930.